# مورتون ماركوس
مورتون ماركوس (بالإنجليزية: Morton Marcus)‏ (10 سبتمبر 1936، نيويورك في الولايات المتحدة - 28 أكتوبر 2009، سانتا كروز في الولايات المتحدة)؛ ناقد سينمائي، صحفي، شاعر وروائي أمريكي.